# Perdita versuta
Perdita versuta är en biart som beskrevs av Timberlake 1962. Perdita versuta ingår i släktet Perdita och familjen grävbin. Inga underarter finns listade i Catalogue of Life.